# Provincia de Nayala
Nayala es una de las 45 provincias de Burkina Faso, su capital es Toma.

## Departamentos (población estimada a 1 de julio de 2018)
La provincia está dividida en seis departamentos:
- Gassan 43,119
- Gossina 25,218
- Kougny 21,054
- Toma 40,893
- Yaba 42,132
- Yé 48,777